# Niendorfer TSV
Der Niendorfer Turn- und Sportverein von 1919 e. V., kurz Niendorfer TSV, ist ein Sportverein aus dem Hamburger Stadtteil Niendorf. Neben der Fußball-Abteilung, deren 1. Mannschaft derzeit in der Hamburger Oberliga spielt, verfügt der Verein über ein Angebot in folgenden Sportarten: Badminton, Baseball/Softball, Basketball, Handball, Judo, Ju-Jutsu, Karate, Laienspiel, Leichtathletik, Prellball, Schach, Schwimmen, Tanzen, Tischtennis, Tennis, Turnen, Volleyball.

## Geschichte
Der Niendorfer TSV ist ein Sportverein mit langer Tradition, hervorgegangen aus einem Bildungsverein mit den Unterabteilungen Spielen, Wandern und Sport. Aus dem Bildungsverein heraus wurde am 13. Juli 1919 der Jugendbund gegründet und der Turnlehrer Carl Ohl wurde sein 1. Vorsitzender. Wenig später erhielt der Verein seinen heutigen Namen. Schon 1922 war fast jeder 10. Niendorfer Mitglied im Verein, der damals 244 Mitglieder zählte.
1933 wurde aus dem Vereinsvorsitzenden der Vereinsführer. Der Wehrsport wurde eingeführt; Abstimmungen wurden durch Diktate ersetzt, der Nationalsozialismus hatte seinen Einzug gehalten. Viele Jahre war der Niendorfer Turn- und Sportverein ein reiner Turnverein, erst 1936/37 entstanden eine Handball- und Fußball-Abteilung, später kamen Faustball und Tischtennis hinzu. In 1947 fand die nach dem Zweiten Weltkrieg erste Vereinsversammlung statt und ein Stiftungsfest. Die Mitgliederzahl stieg auf 737. Die damalige Faustballabteilung spielte Mitte der 1950er Jahre sowohl bei den Männern als auch bei den Damen in der Landesliga, der damals höchsten Spielklasse.
Erst 1956 entstand die Leichtathletik-Abteilung und es folgten sozusagen Schlag auf Schlag neue Sportarten. Der Niendorfer TSV entwickelte sich zu einem Breitensportverein. 1962 überschritt die Mitgliederzahl die Marke 1000. Die Feldhandballer des NTSV spielten in den 1960er Jahren in der I. Division, der höchsten Hamburger Spielklasse.
Mit Stand 31. Dezember 2021 hatte der Verein 7404 Mitglieder und gehörte damit zu den vier größten in Hamburg. Die Mitglieder können aus einem Sport- und Freizeitangebot von 45 unterschiedlichen Aktivitäten schöpfen.

## Fitnessstudio
Der Niendorfer TSV betreibt ein vereinseigenes Fitnessstudio namens „Adyton“, dessen Angebot Wassergymnastik, Wellnesskurse wie Pilates, klassisches Krafttraining sowie Rehabilitations-Sport umfasst. Im Sommer werden zusätzlich Outdoor-Kurse wie Nordic Walking angeboten.

## Fußball
In der Vereinssparte Fußball bietet der Niendorfer TSV mit über 50 Mannschaften, davon mehr als 40 Jugendmannschaften und rund 1.000 aktiven Spielern, sowohl Breitensport als auch Leistungssport an.
Im Jahr 2015 wurde der Niendorfer TSV zum besten Verein Hamburgs im Bereich Jugendfußballausbildung gewählt.
Die 1. Herren-Mannschaft spielt in der Oberliga, die 2. Herren-Mannschaft spielt in der Landesliga, darüber hinaus spielen sowohl die 1. A-Jugend-Mannschaft, als auch die 1. B-Jugend und die 1. C-Jugend in der jeweiligen Regionalliga. Zwischenzeitlich spielte die 1. A-Jugend von 2017 bis 2020 drei Jahre lang in der A-Junioren-Bundesliga, bevor der Niendorfer TSV die Mannschaft freiwillig in die Regionalliga zurückzog, nachdem aufgrund eines Wechsels des Hauptsponsors eine Etatverkleinerung notwendig geworden war. Zudem spielte in der Saison 2016/17 auch die 1. B-Jugend in der B-Junioren-Bundesliga.
Damit gilt der Niendorfer TSV laut Aufstellung des Hamburger Fußball Verbands neben dem Hamburger SV und St. Pauli, als der dritterfolgreichste Fußballjugendverein Hamburgs.

## Futsal
Der Verein verfügt auch über eine Futsal-Mannschaft und gewann gegen den Berliner SC die Deutsche Futsal-Meisterschaft der Junioren 2025 in der Klasse der A-Jugend mit 6:0.

## Vereinszeitschrift
Die Vereinszeitschrift Der Niendorfer mit einer Auflage von 2500 Exemplaren erscheint zehnmal im Jahr.

## Persönlichkeiten
- Paul Janke (2011–2012)
- Ata Yamrali (2008–2009)
- Alexander Laas (1990–2000; 2014)
- Daniel Brückner (2018–)
- Inge Bödding (bis 1969)

## Handball
Frauen

Im Rahmen der Spielgemeinschaft Niendorfer TSV und TSV Wandsetal (SG Niendorf/Wandsetal)
- Aufstieg in die Handball-Oberliga (4. Liga) 2011, 2013, 2017
- Meister Handball-Hamburgliga 2011, 2013, 2017

### Spielerpersönlichkeit
- Otto Maychrzak Handballnationalspieler
- Yvonne Fillgert Handballnationalspielerin